# Oscar Ruggeri
Oscar Alfredo Ruggeri (Rosario, 1962. január 26. –) világbajnok argentin válogatott labdarúgó.

## Pályafutása

### Klubcsapatban
Pályafutását a Boca Juniorsban kezdte, ahol együtt játszott Diego Maradonával. A Boca színeiben 1981-ben bajnoki címet szerzett. 1985-ben a rivális River Platebe igazolt, mellyel 1986-ban megnyerte az argentin bajnokságot, a Libertadores kupát, az Interkontinentális kupát és a Copa Interamericanát. 1988-ban Spanyolországba igazolt, ahol előbb a Logroñés, majd a Real Madrid csapatában játszott. Utóbbival 1990-ben spanyol bajnoki címet szerzett. 
Ezt követően játszott még a Vélez Sarsfield, az Ancona, a Club América, és a San Lorenzo együtteseiben is. Utolsó csapata a Lanús volt 1997-ben.

### A válogatottban
1983 és 1994 között 97 alkalommal játszott az argentin válogatottban és 7 gólt szerzett. Három világbajnokságon vett részt. Kulcsszerep jutott neki az 1986-ban, amikor világbajnokic ímet szereztek és 1990-ben is, amikor elveszítették a döntőt az NSZK ellen. Az 1994-ben, miután Diego Maradonát eltiltották, megkapta a csapatkapitányi karszalagot. Részt vett az 1987-es, az 1989-es Copa Américán és tagja volt az 1991-es és az 1993-as Copa Américán, illetve az 1992-es konföderációs kupán győztes csapatok keretének is. 

## Sikerei, díjai
Boca Juniors
- Argentin bajnok (1): 1981

River Plate
- Argentin bajnok (1): 1985–86
- Copa Libertadores (1): 1986
- Interkontinentális kupa (1): 1986
- Copa Interamericana (1): 1986

Real Madrid
- Spanyol bajnok (1): 1989–90

Argentína
- Világbajnok (1): 1986
- Copa América győztes (2): 1991, 1993
- Konföderációs kupa győztes (1): 1992

## Külső hivatkozások
- Oscar Ruggeri – a FIFA adatbázisában
- Oscar Ruggeri a National-football-teams.com oldalon
- Oscar Ruggeri (francia, angol nyelven). FootballDatabase.eu